# Rittigau

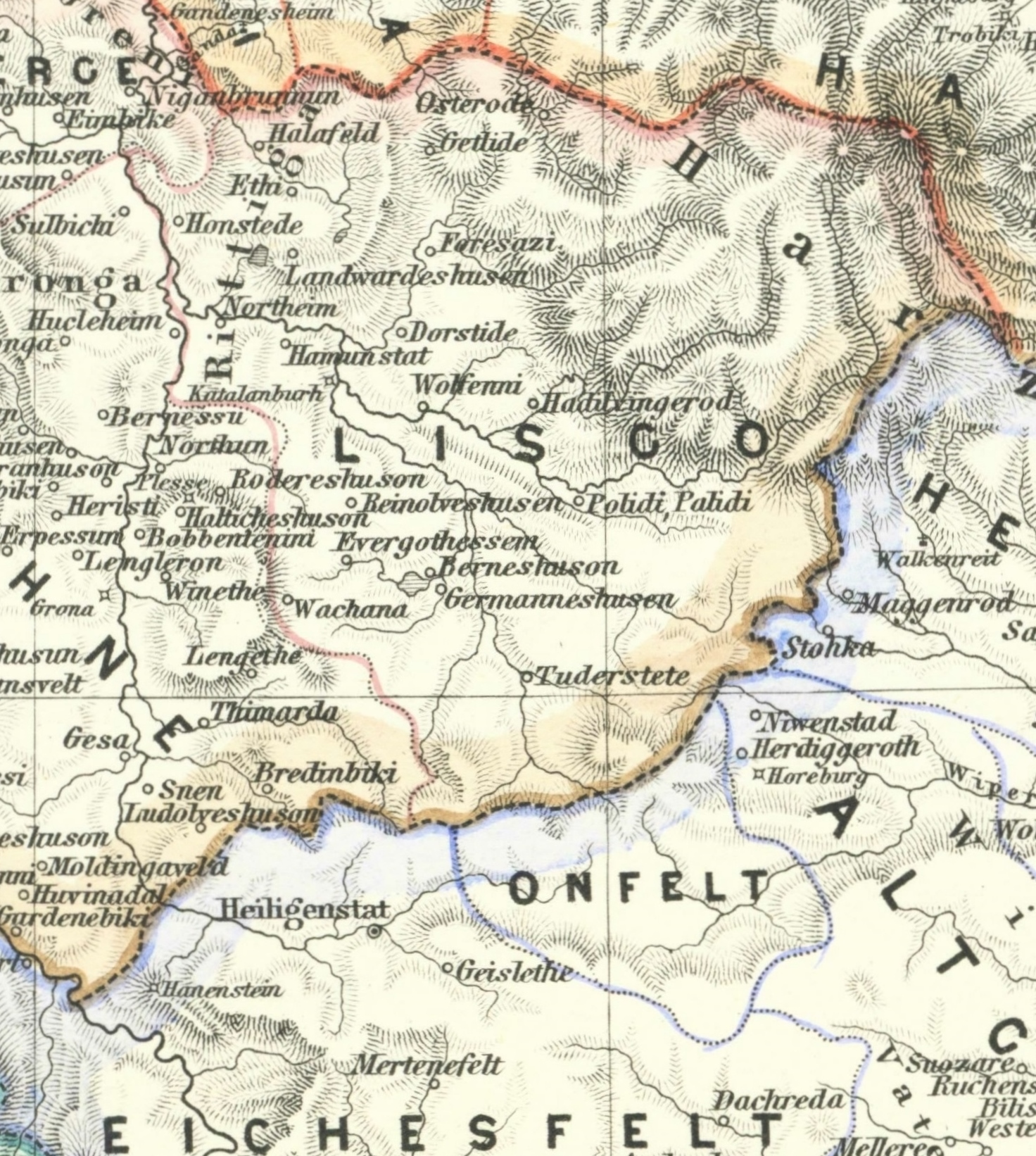
Der Rittigau innerhalb des Liesgaus im Süden des sächsischen Stammesgebietes

Der Rittigau war ein kleiner Teilbereich im Nordwesten des Liesgaus oder folgte ihm zeitlich nach. Er umfasste die Gegend um Northeim und Teile des Alten Amtes Westerhof. Die Namensgebung soll nach dem noch heute so benannten, gut 3,6 km nordnordöstlich des Ortskernes von Northeim auf 51° 44′ 1″ N, 10° 1′ 44″ O gelegenen Rethoberg (252 m ü. NN) erfolgt sein. Es ist das Stammland der Grafen von Northeim.

## Gaugrafen
- 1015 Bernhard[1] (von Northeim?)